# 郑逸梅
郑逸梅（1895年10月19日—1992年7月11日），原名鞠愿宗，因父亲早殁，居于苏州外祖父家，改名郑隆，谱名际云，号逸梅，以号行，笔名陆鸠、疏影、冷香、一湄、陶拙安等，斋名纸帐铜瓶室、秋芷室，男，生于江苏苏州，祖籍安徽歙县，中国作家、文史学家、教育家。郑逸梅自1913年开始为报刊写小品文至20世纪90年代初，笔耕不辍；因其所撰写的大量文史掌故类文章载于报刊空白处，被誉为“补白大王”。其笔下内容多记清末及民国文苑轶闻掌故，广摭博采，成为了解近现代文艺界情形的宝贵资料。
他早年多用文言文，晚年写作以白话文间文言文，这些作品以别具一格的小品文体和雅俗共赏的风格，赢得读者好评。他在文化大革命中受冲击，后平反恢复名誉。1992年7月11日在上海逝世，享年98岁。

## 生平

### 幼年
郑逸梅生于清光绪二十一年己未九月初三（1895年10月19日），原名鞠愿宗。其父鞠震福，营米业。三岁时因邻居失火，烧毁房屋，父亦因此亡故，乃依靠外祖父为生。其外祖父郑锦庭，原籍安徽歙县，太平天国运动时避难来到苏州，营南货业，后寄籍苏州。外祖父之子早丧，膝下无儿，乃改鞠愿宗姓名为郑隆。郑逸梅年幼未入学前，由其外祖父教导抚养。郑逸梅自小接触《三国演义》等书，祖父教会其认识了不少汉字。

### 入学
郑逸梅5岁入私塾。塾师顾慰若是个儒医，目力不济，翻阅石印本的《康熙字典》，字迹细如蚊足，看不清楚，往往指定郑逸梅读给他听，郑逸梅借此了解了部首查字法。期间又曾买入《苏黄尺牍》《吴梅村词》《夜雨秋灯录》《昭明文选》《古文观止》等书。郑逸梅敬慕书中的各类人物，把他们的名字一一记在自订的小簿子上，后经其师推荐开始学看《尚友录》。《尚友录》按诗韵翻检，郑逸梅一再揣摹，初步了解了“平上去入”和“一东二冬三江四支”等韵目。郑逸梅10岁入敦仁学堂，期间郑逸梅读到金圣叹的评语，认为其笔墨恣肆、设想诡奇，通晓了由稗史走向文学的道路。14岁时考进了苏州长元吴公立高等小学堂，得清秀才龚赓禹指导。
小学毕业后，郑逸梅考入草桥中学（后为苏州市第一中学）。其同侪有顾颉刚、吴湖帆、叶圣陶、王伯祥、范烟桥、江小鹣、江红蕉、庞京周等。校长汪鼎丞特为其书写了“纸帐铜瓶室”匾额，后郑逸梅以此为斋名。在该校，郑逸梅曾参加苏州全市运动会，获880码赛跑冠军，得以代表学校出席江苏省的体育运动会。21岁时进江南高等学堂继续就学，后因生计原因被迫退学。

### 撰文报社
袁世凯就任中华民国大总统后，郑逸梅曾在《民权报》发文斥责袁氏企图恢复帝制的文章。《民权报》停刊后，由蒋著超改编出版成《民权素》杂志，郑逸梅在该刊辟专栏“慧心集”，每期连载，报人徐卓呆、姚民哀誉之为“补白大王”。当时的《小说新报》社称郑逸梅为“无白不郑补”。
1917年，范烟桥自吴江桐花里迁居苏州温家岸，郑逸梅乃与之及顾明道、赵眠云、范君博、姚苏凤、范菊高、孙纪于、屠守拙共9人结成文学团体「星社」。郑逸梅又主编《游戏新报》、《消闲月刊》，约包天笑、周瘦鹃、叶楚伧、戚饭牛、徐枕亚、程瞻庐、许指严、吴双热、袁寒云、胡石予等名家写稿。郑逸梅在苏州时又曾在钮家巷袁丕烈家租其屋，设教馆；之后在惠育学校主持教务。20世纪20年代末去上海后，执教于徐汇公学、务本女中、江南联合中学、大同附中，兼任国华中学校长；又受聘上海音乐专修馆（上海音乐学院之前身）、志心学院、诚明文学院、新中国法商学院等高校任文史教授。1926年出版其第一本单行本著作《梅瓣》。后在陆丹林、许半农的介绍下，参加了「南社」。南社耆宿高吹万曾写了一副对联赠之：“人澹如菊，品逸于梅。”古时“鞠”与“菊”相通，这副八字对联，既嵌入了他的名与号，又涵盖了他的平生为人。后郑逸梅受邀在《申报》《新闻报》《时报》的副刊以及赵苕狂主办的《四民报》上写稿。为写稿方便，郑逸梅自苏州迁至上海居住。在沪时，郑逸梅主编《金钢钻报》，在《正言报》《和平日报》《今报》《新夜报》等都辟有专栏，先后出版了《小阳秋》《人物品藻录》《近代野乘》《味灯漫笔》《花雨缤纷录》《拈花微笑录》《皇二子袁寒云》等著作。当时陆丹林也喜写人物掌故，陈仲陶曾作诗“掌故罗胸得几人？并时郑陆两嶙峋”，为一时佳话。
1940年后历任上参音乐专修馆教授、上海徐汇中学教师、上海志心学院教授、上海国华中学校长、上海诚明文学院教授、上海新中国法商学院教授。

### 中华人民共和国时期
中华人民共和国成立后，郑逸梅继续从事写作，又历任上海晋元中学副校长、上海市文史馆馆员、上海政协文史资料委员、上海普陀区政协委员。1963年，时值三年困难时期，国际有声音称“大陆上的老作家都劳瘁致死了”，为此中共政府委派廖承志指定郑逸梅等老作家在海外报刊撰文发声。当时的每年春节，郑逸梅都在上海对台广播的“浦江之声”电台发表他的讲话。在市委统战部以及各民主党派部门，他登载在海外报刊上的文章，总是名列第一位。
文化大革命时期，郑逸梅备受凌虐。其藏书以及字画在抄家中被劫掠装去7车，书则全部毁佚，他曾对人自谑说：“我现在是真正学富五车，无书不读了。”后郑逸梅被批为“反动学术权威”，关入牛棚，罚扫校园，寒暑不辍。其右腕原患关节炎，过度劳动后致右腕受损更剧，因此之后写字困难，字迹歪斜。苏州金石名家矫毅刻了一方印章“扫叶老残”相赠。因屡被斥骂“臭知识分子”，他索性以“臭知识”谐音“秋芷室”作了自己的书斋名，又请篆刻家陈茗屋刻一方“秋芷室”斋名的印章。郑逸梅在牛棚时完成了54万言的《艺林散叶》，用小册子记述而成，历数年积得6000余条。中共十一届三中全会后，北京中华书局出版了这部著作，后该书被日本二玄堂译成日文。
获平反后，郑逸梅应上海人民出版社之约，在纪念辛亥革命七十周年之际完成并出版了50余万字的《南社丛谈》。后这部手稿被上海图书馆的名人手迹陈列室永久保存。南京师范大学专门出版过《郑逸梅研究专辑》，上海电视台拍摄过专访记录片，并在中央电视台播出。中国唱片出版社曾致力收集当代文化界名人声音档案，灌制密纹唱片作永久资料保存，邀请郑逸梅、巴金、贺绿汀、刘海粟、曹禺、俞振飞、万籁鸣共7人，每人口述60分钟，灌制一张唱片。因其时为1982年，郑逸梅入文坛已近70载，故将唱片命名《涉笔生花七十春》。“国际南社研究会”在美国成立时，郑逸梅被聘任为名誉会员。

### 去世
1992年7月11日，郑逸梅完成了一篇7000字的长文《画家潘天寿》，嘱其家人次日发出；当天傍晚郑逸梅因突发脑血栓逝世于上海，终年98岁。

## 轶事

### 授课时“以身作则”
郑逸梅在大学上授课时极受学生欢迎。郑逸梅教授国文时主张“以身作则”：他出的一些题目如“论曹操”，要求学生放开去写，从正面或反面论述均可。他自己则写出一正一反两篇作文作为范文，一篇引经据典从正面论述曹操；另一篇对曹操持否定态度。他认为这样既可以锻炼学生文笔，又可以养成考据的良好作风。郑逸梅有一方张寒月所刻的闲章“三千弟子半红妆”，意指他的学生中有半数为女性。

### 读书论
郑逸梅认为前人的读书方式，可归纳为两种：认为读书有两种方法，即“里打进”式和“外打进”式。郑逸梅认为，前人看重基本功，所以家长和老师督促学子们阅读经典著作和千古名篇，使其含英咀华，融会贯通。在这阶段，不容许学子阅读所谓的“闲书”，以免分散注意力，直到文理通达，才能随自己的喜好，涉猎稗史小说，有所遣兴，这种读书法属于“里打进”；而“外打进”式读书法是由浅入深，循序渐进，先从饶有趣味的稗史小说和时代气息很浓厚的散文开始，然后读明清小品，再上溯元曲、宋词、唐诗、秦汉散文，以至《左传》《离骚》《诗经》《尚书》等经典著作，下苦功钻研一番。郑逸梅认为他自己的读书法属于后一种，也就是“外打进”式读书法。

### 收集癖
郑逸梅有收藏贺年片的癖好，他在1926年1月28日出版的《紫罗兰》第1卷第4期写有《贺年片话》，历数了程小青、何海鸣、王天恨、丁慕琴、谢之光、胡亚光、周瘦鹃、程瞻庐、范烟桥、徐卓呆等作家、画家各式各样的贺年片，既有来自海外的，又有中式古朴的，既有“在笺纸上寥寥画上几笔，然后再在上面写字”类的，也有“供自己专用的花笺，写上几句贺词”类的，让人目不暇接，“周瘦鹃富审美观念，所以他的贺片也是美丽绝伦，那文字为‘天地易纪日月更始起动安宁所至利喜周瘦鹃恭贺新禧’，用仿宋字，红色印的，左角为紫罗兰图，花娇叶亸，真觉纸上生香呢”。
除此之外，郑逸梅还喜收藏砚台、尺牍、折扇，他说：“文房四宝，以砚最具耐人摸索玩赏。”据说，他曾藏有一块三国吴主孙皓建衡专砚，砚的四周刻有跋识，其中有米芾的跋语，这块古砚已有1700多年的历史。

### 斋名“纸帐铜瓶室”的由来
郑逸梅的斋名“纸帐铜瓶室”取自清代文学家张船山的咏梅诗句“铜瓶纸帐绕老因缘。乱我乡愁又几年，莫笑神情如静女，须知风骨是飞仙。”象征梅花暗藏春色。郑逸梅因喜欢梅花，起号“逸梅”，命斋名为“纸帐铜瓶室”。曾作《纸帐铜瓶室记》，叙其取斋名之缘由。书画家陶冷月曾为之作《纸帐铜瓶室图》。晚年，郑的书斋是朝北的一间七平方米的石库门亭子间，仍名为“纸帐铜瓶室”。

## 子女
郑逸梅有一子郑汝德，为高级经济师，后退休，与郑逸梅生活了60余年。郑逸梅写稿时常夹杂繁体字，因此郑汝德经常将郑稿经重新誊写后再发出。郑汝德之妻退休前是主任医师。

## 著作
郑逸梅生前结集《人物品藻录》《淞云闻话》《逸梅小品》《孤芳集》《近代野乘》《逸梅谈丛》《社丛谈》《郑逸梅文摘》《艺坛百影》《影坛旧闻》《三十年来之上海》《清娱漫笔》等及《民国旧派文艺期刊丛话》《艺林散叶》《书报话旧》《近代名人丛话》等40余种。去世后，其家人又从遗稿中整理出若干著作行世，代表作品汇辑为《郑逸梅作品集》、《郑逸梅选集》等。